# Mayeda Peak
Der Mayeda Peak ist ein 2890 m hoher Berg in der antarktischen Ross Dependency. In den Marshall Mountains der Königin-Alexandra-Kette im Transantarktischen Gebirge ragt er 7 km nördlich des Mount Marshall auf.
Das Advisory Committee on Antarctic Names benannte ihn 1966 nach Fred H. Mayeda (1919–1964), Meteorologe im United States Antarctic Research Program auf der Amundsen-Scott-Südpolstation im Jahr 1959.